# Астана (волейбольный клуб)
«Астана» (каз. «Астана») — женский волейбольный клуб из Астаны, выступающий в
Национальной лиге Казахстана.

## История
Команда создана 10 мая 1999 года в городе Астана под названием «Астана канаты». В июне 2008 года название команды было изменено на «Астану». В год создания команды в сезоны 1999-2000 годов она стала обладателем Кубка РК и Чемпионом РК.

## Достижения
- Чемпион Казахстана (1) — 2000
- Обладатель Кубка Казахстана (1) — 2000
- Серебряный призёр чемпионата Казахстана (2) — 2012, 2013
- Бронзовый призёр чемпионата Казахстана (3) — 2012, 2013, 2016
- Бронзовый призёр Кубка Казахстана (3) — 2010, 2011, 2012